# 北莫尼托鎮區 (密蘇里州庫珀縣)
北莫尼托鎮區（英語：North Moniteau Township）是位於美國密蘇里州庫珀縣的一個行政鎮區。

## 地方資料
北莫尼托鎮區的面積為69.42平方千米，皆為陸地。根據2020年美國人口普查的數據，當地共有人口267人，而人口密度為每平方千米3.85人。